# Heino Ferch
Heino Ferch (* 18. srpna 1963, Bremerhaven) je německý filmový a televizní herec. V roce 2004 si zahrál ve filmu Pád Třetí říše německého architekta a říšského ministra zbrojního průmyslu Alberta Speera.

## Filmografie (výběr)
- Lola běží o život (1998)
- Pád Třetí říše (2004)
- Vincent jede k moři (2010)
- Der Clan. Die Geschichte der Familie Wagner (2013)